# Nihonogomphus semanticus
Nihonogomphus semanticus – gatunek ważki z rodziny gadziogłówkowatych (Gomphidae).